# Eumerus cistanchei
Eumerus cistanchei är en tvåvingeart som beskrevs av Efflatoun 1926. Eumerus cistanchei ingår i släktet månblomflugor, och familjen blomflugor.
Artens utbredningsområde är Egypten. Inga underarter finns listade i Catalogue of Life.